# Køge Sogn
Køge Sogn er et sogn i Køge Provsti (Roskilde Stift).
I 1800-tallet var Ølsemagle Sogn, der hørte til Ramsø Herred i Roskilde Amt, anneks til Køge Sogn. Det lå i Køge Købstad, som kun geografisk hørte til herredet. Ved kommunalreformen i 1970 blev købstaden kernen i Køge Kommune.
I Køge Sogn ligger Sankt Nicolai Kirke. Boholte Kirke blev indviet i 1981. Da var det selvstændige Boholte Sogn allerede i 1979 udskilt fra Køge Sogn.
I sognet findes følgende autoriserede stednavne:
- Gammel Køge By (bebyggelse)
- Gammel Køgegård (ejerlav, landbrugsejendom)
- Køge (bebyggelse)
- Skyttehuse (bebyggelse)
- Søndre Køge (bebyggelse, ejerlav)
- Søvang (bebyggelse)